# Lease-Inseln
Die Lease-Inseln [le.a.se] (indonesisch Kabupaten Lease), früher Uliasers genannt, sind eine indonesische Inselgruppe in der Bandasee.
Sie liegen im Zentrum der Molukken, 6 km südlich der Insel Seram und 6 km östlich der Insel Ambon in der indonesischen Provinz Maluku. Ungefähr 170 km im Südosten liegen die Banda-Inseln.
Zu den Lease-Inseln gehören die drei bewohnten Inseln Haruku, Saparua und Nusa Laut sowie das unbewohnte Eiland Molana. 2010 hatten die Inseln zusammen 62.004 Einwohner.